# Clethra oleoides
Clethra oleoides là một loài thực vật có hoa trong họ Clethraceae. Loài này được L.O.Williams mô tả khoa học đầu tiên năm 1965.